# Bridgeport (Nebraska)
Bridgeport ist eine Stadt und der County Seat des Morrill County im US-Bundesstaat Nebraska.

## Geographie
Bridgeport liegt im Morrill County an den U.S. Highways 26 und 385 und der Nebraska State Route 88. Die nächste größere Stadt ist Scottsbluff in etwa 40 Kilometer Entfernung. Der North Platte River fließt durch die Ortschaft.

## Geschichte
1876 wurde am heutigen Ort der Stadt eine Brücke erbaut, um den Transport von Gütern zu erleichtern. So entstand um diese Brücke herum der Ort der 1901 offiziell zu Bridgeport werden sollte. Schon 1900 erhielt der Ort Anschluss an das Schienennetz der Burlington Railroad, die von Alliance nach Sterling baute. 1901 entstand die Zeitung „The Bridgeport Blade“ und die erste Schule. Eine neue Brücke löste 1906 die erste ab. Zu diesem Zeitpunkt verband die Bell Telephone Company die Stadt mit Alliance im Norden und den westlich liegenden Städten wie Scottsbluff. Als 1909 Morrill County aus dem Cheyenne County entstand, wurde Bridgeport der County Seat. 

### Demographie
Laut United States Census 2000 hat Bridgeport 1594 Einwohner, davon 757 Männer und 837 Frauen.

## Bedeutung
In Bridgeport befindet sich das Pioneer Trails Museum zur Geschichte des Oregon Trails und des Mormon Trails sowie ein Monument zum Mormon Trail.